# William Jackson Rutherford
William Jackson Jack Rutherford, kanadski letalski častnik, vojaški pilot in letalski as, * 30. maj 1895, Westmount, Montréal, Quebec.
Stotnik Rutherford je v svoji vojaški službi dosegel 8 zračnih zmag.

## Življenjepis
Med prvo svetovno vojno je bil sprva pripadnik Kraljevega letalskega korpusa, nato pa RAF.